# 靈彈魔女
《靈彈魔女》（英文：Bullet Witch，日文：バレットウィッチ）是由Cavia在Xbox 360平台上所開發的一款第三人稱射擊遊戲。在日本由AQ Interactive於2006年7月27日發售，在北美於2007年2月27日發售，由雅達利歐洲分部（Atari Europe）進行翻譯和其他本土化工作。虽然本作仅有单人游戏模式，不过玩家可以通过Xbox Live网络服务分享自己的最高分。《靈彈魔女》在微软的网络卖场服务“Xbox Live Marketplace”（现Xbox Games Store）上还提供了主角艾莉絲亞的新服装和游戏新关卡。
在《灵弹魔女》中，玩家将操纵魔女艾丽西娅·克劳斯在2013年为背景的近未来为拯救因为被自然灾害所困和恶魔军团入侵而处在灭绝边缘的人类而战。艾丽西娅所使用的武器为一把可以变形的魔枪，它不仅可以变化成霰弹枪、狙击枪和加特林机枪以外，还可以作为魔女的法杖对敌人施加魔咒。
本作預定於2018年4月26日移植Windows版，由Marvelous負責發行，透過Steam數位平台發售。

## 游戏设定

### 主要角色
- 艾莉絲亞（Alicia，アリシア，日版聲優：生天目仁美）
- Darkness（ダークネス，日版聲優：乃村健次）
- Maxwell（マクスウェル，日版聲優：石塚運昇）

### 劇情
由於惡魔復活，在美國西北部引起了一連串的大災難。其實惡魔之所以復活的原因，乃是因為女主角艾莉絲亞在一場空難中喪生，她的爸爸為了救她還陽，使出了禁忌的儀式，才將她救了回來。這禁忌的儀式，就是把自己的靈魂賣給了惡魔。於是死而復生的艾莉絲亞身上便擁有了神奇的魔力。可以施展諸如雷電、龍捲風、隕石雨、玫瑰槍、 烏鴉召喚等威力強大的魔法。

## 下載內容
靈彈魔女發售之後，Cavia還不斷放上艾莉絲亞的新服飾與新關卡，提供玩家免費下載。